# Флейоск (кантон)
Флейоск (фр. Flayosc) — кантон на юго-востоке Франции, в регионе Прованс — Альпы — Лазурный Берег (департамент — Вар, округ Драгиньян). Кантон образован 22 марта 2015 года в качестве административного центра для 34 коммун: округа Бриньоль — 13 и округа Драгиньян — 21 коммуна, которые ранее входили в состав кантонов Драгиньян (3), Каллас (6), Ком-сюр-Артюби (9), Опс (6), Салерн (3) и Таверн (7).

## Историческая справка
Кантон Флейоск — новая единица административно-территориального деления Франции (департамент Вар, округ Тулон), созданная декретом от 27 февраля 2014 года. Новая норма административного деления вступила в силу на первых региональных (территориальных) выборах (новый тип выборов во Франции). Таким образом, единые территориальные выборы заменяют два вида голосования, существовавших до сих пор: региональные выборы и кантональные выборы (выборы генеральных советников). Первые выборы такого типа, на которых избирают одновременно и региональных советников (членов парламентов французских регионов) и генеральных советников (членов парламентов французских департаментов) состоялись в коммуне Флейоск 22 марта 2015 года. Эта дата официально считается датой создания нового кантона. Начиная с этих выборов, советники избираются по смешанной системе (мажоритарной и пропорциональной). Избиратели каждого кантона выбирают Совет департамента (новое название генерального Совета): двух советников разного пола. Этот новый механизм голосования потребовал перераспределения коммун по кантонам, количество которых в департаменте уменьшилось вдвое с округлением итоговой величины вверх до нечётного числа в соответствии с условиями минимального порога, определённого статьёй 4 закона от 17 мая 2013 года. В результате пересмотра общее количество кантонов департамента Вар в 2015 году уменьшилось с 43 до 23.
Советники департаментов избираются сроком на 6 лет. Выборы территориальных и генеральных советников проводят по смешанной системе: 80 % мест распределяется по мажоритарной системе и 20 % — по пропорциональной системе на основе списка департаментов. В соответствии с действующей во Франции избирательной системой для победы на выборах кандидату в первом туре необходимо получить абсолютное большинство голосов (то есть больше половины голосов из числа не менее 25 % зарегистрированных избирателей). В случае, когда по результатам первого тура ни один кандидат не набирает абсолютного большинства голосов, проводится второй тур голосования. К участию во втором туре допускаются только те кандидаты, которые в первом туре получили поддержку не менее 12,5 % от зарегистрированных и проголосовавших «за» избирателей. При этом, для победы во втором туре выборов достаточно простого большинства (побеждает кандидат, набравший наибольшее число голосов).

## Состав кантона
Новый кантон в составе округов Бриньоль и Драгиньян сформирован 22 марта 2015 года на территории 34 коммун: Ампюс, Ла-Мот и Флейоск (переданными из состава кантона Драгиньян); Баржемон, Каллас, Клавье, Монферра, Фиганьер и Шатодубль (из состава упразднённого кантона Каллас); Баржем, Бренон, Ком-сюр-Артюби, Ла-Бастид, Ла-Мартр, Ла-Рок-Эсклапон, Ле-Бурге, Триганс и Шатовьё (из состава упразднённого кантона Ком-сюр-Артюби); Бодинар-сюр-Вердон, Бодюэн, Вериньон, Ле-Саль-сюр-Вердон, Опс и Эгин (из состава упразднённого кантона Опс); Вилькроз, Салерн и Туртур (из состава упразднённого кантона Салерн); Артиньоск-сюр-Вердон, Монмейан, Муасак-Бельвю, Регюс, Сийан-ла-Каскад, Таверн и Фокс-Амфу (из состава упразднённого кантона Таверн).
С марта 2015 года площадь кантона — 1201,7 км², включает в себя 34 коммуны, население — 33 065 человек, плотность населения — 27,52 чел/км² (по данным INSEE, 2012).
| Коммуна                       | Французское название  | Код, INSEE | Площадь, км² | Население, чел. (2012) | Плотность, чел/км² |
| ----------------------------- | --------------------- | ---------- | ------------ | ---------------------- | ------------------ |
| Коммуны округа Бриньоль (13)  |                       |            |              |                        |                    |
| Артиньоск-сюр-Вердон          | Artignosc-sur-Verdon  | 83005      | 18,53        | 310                    | 17                 |
| Бодинар-сюр-Вердон            | Baudinard-sur-Verdon  | 83014      | 21,97        | 202                    | 9,2                |
| Бодюэн                        | Bauduen               | 83015      | 47,45        | 324                    | 6,8                |
| Вериньон                      | Vérignon              | 83147      | 36,9         | 10                     | 0,27               |
| Ле-Саль-сюр-Вердон            | Les Salles-sur-Verdon | 83122      | 4,97         | 244                    | 49                 |
| Монмейан                      | Montmeyan             | 83084      | 39,43        | 592                    | 15                 |
| Муасак-Бельвю                 | Moissac-Bellevue      | 83078      | 20,59        | 302                    | 15                 |
| Опс                           | Aups                  | 83007      | 64,15        | 2 113                  | 33                 |
| Регюс                         | Régusse               | 83102      | 35,3         | 2 280                  | 65                 |
| Сийан-ла-Каскад               | Sillans-la-Cascade    | 83128      | 20,17        | 708                    | 35                 |
| Таверн                        | Tavernes              | 83135      | 31,15        | 1 298                  | 42                 |
| Фокс-Амфу                     | Fox-Amphoux           | 83060      | 40,76        | 483                    | 12                 |
| Эгин                          | Aiguines              | 83002      | 114,33       | 269                    | 2,4                |
| Коммуны округа Драгиньян (21) |                       |            |              |                        |                    |
| Ампюс                         | Ampus                 | 83003      | 82,77        | 931                    | 11                 |
| Баржем                        | Bargème               | 83010      | 27,95        | 180                    | 6,4                |
| Баржемон                      | Bargemon              | 83011      | 35,14        | 1 529                  | 44                 |
| Бренон                        | Brenon                | 83022      | 5,59         | 24                     | 4,3                |
| Вилькроз                      | Villecroze            | 83149      | 20,68        | 1 349                  | 65                 |
| Каллас                        | Callas                | 83028      | 49,26        | 1 829                  | 37                 |
| Клавье                        | Claviers              | 83041      | 15,9         | 613                    | 39                 |
| Ком-сюр-Артюби                | Comps-sur-Artuby      | 83044      | 63,49        | 334                    | 5,3                |
| Ла-Бастид                     | La Bastide            | 83013      | 11,76        | 200                    | 17                 |
| Ла-Мартр                      | La Martre             | 83074      | 20,37        | 198                    | 9,7                |
| Ла-Мот                        | La Motte              | 83085      | 28,12        | 3 000                  | 107                |
| Ла-Рок-Эсклапон               | La Roque-Esclapon     | 83109      | 26,98        | 271                    | 10                 |
| Ле-Бурге                      | Le Bourguet           | 83020      | 25,39        | 26                     | 1                  |
| Монферра                      | Montferrat            | 83082      | 34,01        | 1 446                  | 43                 |
| Салерн                        | Salernes              | 83121      | 39,3         | 3 764                  | 96                 |
| Триганс                       | Trigance              | 83142      | 60,6         | 171                    | 2,8                |
| Туртур                        | Tourtour              | 83139      | 28,69        | 593                    | 21                 |
| Фиганьер                      | Figanières            | 83056      | 28,17        | 2 576                  | 91                 |
| Флеоск                        | Flayosc               | 83058      | 45,95        | 4 366                  | 95                 |
| Шатовьё                       | Châteauvieux          | 83040      | 14,97        | 78                     | 5,2                |
| Шатодубль                     | Châteaudouble         | 83038      | 40,91        | 452                    | 11                 |